# Cyrtopodion mansarulus
Espèce
Synonymes
- Cyrtodactylus mansarulus Duda & Sahi, 1978

Cyrtopodion mansarulus est une espèce de geckos de la famille des Gekkonidae.

## Répartition
Cette espèce est endémique du Jammu-et-Cachemire en Inde.

## Taxonomie
Des analyses génétiques suggèrent que cette espèce pourrait être identique à l'espèce Cyrtopodion rohtasfortai, auquel cas cette dernière devriendrait un synonyme de celle-ci.

## Publication originale
- Duda & Sahi, 1978 : Cyrtodactylus mansarulus n. sp. from Jammu. Indian Science Congress Association Proceedings, vol. 65, no 3C, p. 211.